# Ниуккала
Ниуккала (фин. Niukkala) — деревня в волости Париккала в провинции Южная Карелия, Финляндия, на берегу озера Пюхяярви. Деревня принадлежала Уукуниеми до 2005 года и была центром этой волости, но никогда не образовывала агломерацию из-за слишком малочисленного населения.
Рядом с деревней проходит трасса 6.
В деревне находятся универмаг, отделение банка OP-Pohjola, спортивная площадка, библиотека, марина.